# Купер, Кайл (регбист)
Кайл Лорран Купер (англ. Kyle Lorran Cooper, родился 10 февраля 1989) — южноафриканский регбист, хукер английского клуба «Ньюкасл Фэлконс».

## Регбийная карьера
Выступал в 2010—2016 годах в клубе «Шаркс» в Супер Регби и Кубке Карри, с сезона 2016/2017 играет за «Ньюкасл Фэлконс» в чемпионате Англии. В первом сезоне провёл всего 7 матчей за «соколов», в сезоне 2017/2018 благодаря выдающемуся выступлению в Премьер-Лиге Англии попал в сборную звёзд — установил рекордное число тёрноверов и захватил больше защитников, чем любой другой хукер, а также занёс 4 попытки в 16 матчах. Также в его активе 5 игр за сборную ЮАР до 20 лет.